# Catedral de San José (Dar es-Salam)
La Catedral de San José o bien Catedral Metropolitana de San José (en suajili: Kanisa la Mtakatifu Joseph, en inglés: St. Joseph's Cathedral o bien Saint Joseph's Metropolitan Cathedral) es una catedral católica en la localidad de Dar es Salaam, la ciudad más grande en el país africano de Tanzania. Se trata de una iglesia de estilo gótico situada en Sokoine Drive, frente al puerto, cerca de la llamada "Casa de los Padres Blancos" (White Fathers' House). Fue construida por los alemanes entre 1897 y 1902 y fue consagrada como una iglesia católica en 1905, cuando el país era un posesión de Alemania. La catedral es la sede de la arquidiócesis de Dar es-Salam (en latín: Archidioecesis Daressalaamensis). Una de las características más notables de la iglesia son las vidrieras detrás del altar.